# Josef Feuerstein (Politiker)
Josef Feuerstein (* 23. März 1912 in Bludenz; † 2. Dezember 2005 ebenda) war ein österreichischer Politiker (ÖVP) und Tischler- und Glasermeister. Er war von 1949 bis 1964 Abgeordneter zum Vorarlberger Landtag.

## Ausbildung und Beruf
Josef Feuerstein besuchte die Volksschule und Bürgerschule in Bludenz. Bis 1929 erlernte er den Beruf des Tischlers sowie des Glasers im elterlichen Betrieb. Er besuchte eine Fachhochschule in Wien. 1932 legte er die Meisterprüfung im Tischlergewerbe ab. 1938 machte er die Meisterprüfung für das Glasergewerbe. Beruflich verbrachte er Wanderjahre im In- und Ausland, bevor er 1937 den elterlichen Betrieb in Bludenz übernahm. Er wurde zwischen 1938 und November 1945 zum Kriegsdienst im Zweiten Weltkrieg eingezogen und kehrte Ende 1945 aus britischer Kriegsgefangenschaft zurück. Danach führte er seinen Betrieb weiter.
Er war Mitglied, Vorstandsmitglied und Vorsitzender im Aufsichtsrat der Rohstoffgenossenschaft der Tischler. Er war zudem als Innungsmeister der Glaser aktiv, war Mitglied der Sektionsleitung Gewerbe der Vorarlberger Handelskammer und dort Mitglied verschiedener Ausschüsse.

## Politik
Josef Feuerstein war in Bludenz im Sanitätsausschuss und Kulturausschuss 1946 und zwischen 1955 und 1965 Ersatzmitglied der Gemeindevertretung und von 1965 bis 1970 Mitglied der Gemeindevertretung.
Er war als Abgeordneter des Wahlbezirkes Bludenz vom 25. Oktober 1949 bis zum 28. Oktober 1964 Abgeordneter zum Vorarlberger Landtag und war dort Mitglied im Erziehungs- und Volksbildungsausschuss, Mitglied im Sozialpolitischen Ausschuss und Mitglied im Landwirtschaftlichen Ausschuss.
Innerparteilich gehörte er dem Wirtschaftsbund an und wirkte ab 1949 als dessen Bezirksobmann von Bludenz. Er war zudem Obmann des Wirtschaftsbundes Ortsgruppe Bludenz, von 1949 bis 1946 Mitglied der Landesparteileitung der ÖVP Vorarlberg, von 1950 bis 1964 Mitglied des Landesparteirates der ÖVP Vorarlberg sowie Mitglied des Landesparteischiedsgerichts der ÖVP Vorarlberg.

## Vereine
Josef Feuerstein war Mitglied im Reichsbund der katholischen Jugend und Mitglied des Kolpingwerkes und ab 1958 Landes-Altsenior. Er war Vizepräsident des Vorarlberger Heimatwerkes.

## Privates
Josef Feuerstein war der Sohn des Tischlermeisters Ignaz Feuerstein und seiner Gattin Paulina Feuerstein, geborene Walter. Er war ab 1951 mit Elfriede Leuprecht verheiratet und wurde Vater von zwei Töchtern und einem Sohn, die zwischen 1953 und 1957 geboren wurden. 

## Auszeichnungen
- 1966 Julius-Raab-Ehrenmedaille
- 1969 Ernennung zum Kommerzialrat
- 1974 Silberne Ehrenmedaille der Vorarlberger Handelskammer
- Goldenes Ehrenzeichen der österreichischen Glaser